# Forma Urbis
La Forma Urbis (en llatí, 'mapa de la ciutat'), també anomenada Forma Urbis Severiana o Forma Urbis Marmorea, és un mapa de marbre de l'antiga Roma creat durant el regnat de l'emperador Septimi Sever entre el 203 i el 211 dC.

## Descripció
Originalment la seva mida era de 60 peus (18 metres) per 45 peus (13 metres), i tallat en 150 plaques de marbre que van ser col·locades en un mur del temple de la Pau.
L'escala del plànol és d'aproximadament 1:240 amb el nord cap a baix. Mostra amb un alt grau de detall les plantes de cadascun dels temples, termes, insulae, etc. de la ciutat de Roma al segle iii. Molts dels edificis porten també el seu nom gravat, cosa que fa del mapa un document excepcional.
El plànol, però, va ser destruït al llarg de l'edat mitjana, amb les plaques de marbre reutilitzades com a materials constructius i per fer calç, de manera que avui en dia només es conserven petits trossos del mapa, al voltant d'un 10% del total, trencat en més de mil trossos que han estat recuperats de la zona des del 1562, quan un jove escultor anomenat Giovanni Antonio Dosio va descobrir alguns fragments de la Forma Urbis a prop de l'església de Sant Cosme i Sant Damià.
Els fragments de la Forma Urbis es troben al Palazzo dei Conservatori, dins els Museus Capitolins. Malauradament, dels més de 1.000 fragments conservats, només se n'han reunit en un mateix lloc d'exposició menys de 160 peces. Des del 1999, la Universitat Stanford de San Francisco ha creat una base de dades amb tots els fragments conservats, amb l'objectiu d'intentar col·locar en la seva posició original algunes de les peces mitjançant diverses tècniques informàtiques. Com a ajuda compten amb diverses dades addicionals, com ara la forma de les vores, el color del marbre, les peculiaritats de les pedres i els forats de la paret on hi havia adherides aquestes plaques.